# Jan Dürr-Durski
Jan Dürr-Durski, do 1945 Jan Dürr (ur. 3 lutego 1902 w Bogumiłowicach, zm. 20 kwietnia 1969 w Warszawie) – historyk literatury polskiej, znawca literatury baroku, profesor Uniwersytetu Łódzkiego, taternik.

## Życiorys
Absolwent studiów polonistycznych na Uniwersytecie Jagiellońskim (1925), dyplom pod kierunkiem prof. Ignacego Chrzanowskiego. W latach studenckich uprawiał taternictwo, uczestniczył w pierwszych przejściach w Tatrach. Nauczyciel gimnazjalny m.in. w Krakowie i w Warszawie. W 1928 roku uzyskał doktorat filozofii na podstawie pracy Studia o Wyspiańskim; promotorem był Ignacy Chrzanowski. W 1939 został współpracownikiem Komisji Historii Literatury Polskiej PAU. Podczas okupacji hitlerowskiej uczestnik tajnego nauczania w Warszawie. W 1945 dyrektor Gimnazjum Spółdzielni Nauczycielskiej w Niepołomicach. W 1948 został mianowany zastępcą profesora na Uniwersytecie Łódzkim gdzie wykładał głównie historię literatury staropolskiej i barokowej i rozpoczął dwudziestoletni okres dojazdów z Warszawy, gdzie mieszkał, do Łodzi. Od 1954 profesor, a następnie kierownik Katedry Literatury Staropolskiej UŁ. W 1957 został członkiem Rady Naukowej Instytutu Badań Literackich PAN.
Członek Łódzkiego Towarzystwa Naukowego, członek zarządu Towarzystwa Literackiego im. Adama Mickiewicza, redaktor czasopisma „Prace Polonistyczne”. 
Jego zainteresowania naukowe koncentrowały się wokół twórczości Stanisława Wyspiańskiego (wydał drukiem korespondencję poety). Największą uwagę poświęcił literaturze staropolskiej, głównie twórczości Daniela Naborowskiego, Wacława Potockiego, Jana Andrzeja Morsztyna, spod jego pióra wyszły wybory poezji tych pisarzy. Zastosował do badań historycznoliterackich termin manieryzm w odniesieniu do okresu pomiędzy renesansem a barokiem.

## Najważniejsze prace
- Antitemiusz: jezuicki dramat szkolny (z rękopisu Biblioteki w Uppsali wydał Jan Dürr-Durski). Warszawa: Państwowy Instytut Wydawniczy, 1957.
- Arianie polscy w świetle własnej poezji: zarys ideologii i wybór wierszy. Warszawa : Państwowy Zakład Wydawnictw Szkolnych, 1948.
- Daniel Naborowski: monografia z dziejów manieryzmu i baroku w Polsce. Łódź: Łódzkie Towarzystwo Naukowe; Wrocław: Zakład Narodowy im. Ossolińskich, 1966 (seria: Łódzkie Towarzystwo Naukowe Prace Wydziału I Językoznawstwa, Nauki o Literaturze i Filozofii ISSN 0076-0404; nr 63
- Jan Andrzej Morsztyn. Wybór poezji. Warszawa: "Książka i Wiedza", 1949.
- Muza domowa: wydanie krytyczne spuścizny poetyckiej. Zbigniew Morsztyn. Warszawa: Państwowy Instytut Wydawniczy, 1954.
- Literatura polska wieku XVII. Warszawa: Ludowa Spółdzielnia Wydawnicza, 1950.
- Wacław Potocki. Pisma wybrane. Opracował i przedmową opatrzył Jan Dürr-Durski. Warszawa: Państwowy Instytut Wydawniczy, 1953.

Pisywał także na temat taternictwa i alpinizmu (m.in. na łamach „Wierchów”): Zdobycie Gierlachu, Początki taternictwa, Druga wyprawa polska na Mont Blanc, Przyczynki do historii polskiej działalności alpinistycznej. 